# Amphibulus fennicus
Amphibulus fennicus là một loài tò vò trong họ Ichneumonidae.